# Ruschia heteropetala
Ruschia heteropetala är en isörtsväxtart som beskrevs av L. Bol. Ruschia heteropetala ingår i släktet Ruschia och familjen isörtsväxter. Inga underarter finns listade i Catalogue of Life.